# Баранов, Пётр Алексеевич
Баранов Пётр Алексеевич (26 июня (8 июля) 1873, Вязьма — 10 августа 1915, Осовец) — педагог-математик, автор учебных пособий по математике и физике, офицер.
Родился в Вязьме. Отец — известный педагог Алексей Григорьевич Баранов (1844—1911). После переезда семьи в Москву Петр поступил в 1-ю гимназию. В 1892 г. окончил гимназию с серебряной медалью и поступил в Московский университет. 1 мая 1896 г. окончил университет с дипломом первой степени.
Педагогическую деятельность Пётр Алексеевич Баранов начал как учитель мужской и женской гимназий в Вязьме. Затем он преподавал математику и физику в Московской 5-й гимназии. В 1901 году перешёл в 9-ю гимназию (имени Ивана и Александры Медведниковых) и Учительский институт. В 1913 году покинул гимназию Медведниковых и начал читать курс методики математики в Педагогическом институте имени П. Г. Шелапутина.
Пётр Алексеевич имел живой и общительный характер, обладал природной артистичностью и незаурядными музыкальными способностями. Коллеги и ученики Баранова в унисон отмечают его удивительный педагогический талант и манеру изложения нового материала, отличавшуюся ясностью и образностью, чёткостью и законченностью мысли [Сидоров Н. П. А. Баранов // Отчёт о деятельности Общества взаимной помощи при Московском учительском институте за 1915 год.  М., 1915.  С.19-20]. 
По свидетельству одного из восторженных учеников, П. А. Баранов не объяснял уроки, а беседовал с аудиторией, 

«ухитряясь быть живым, наблюдательным и красочным даже при сухих математических выкладках» 
— Волковский Д. Л. Памяти П. А. Баранова // Математическое образование.  1915.  № 5.  С. 193—196
. 
Коллеги педагога по Московскому учительскому институту вспоминали:

«П. А. Баранов был истинно призванным педагогом, который творчески живо относился к своему предмету, любил его и любил своих учеников. Его живая натура не позволяла ему остановиться в рамках какой-либо застывшей педагогической формулы, — в душе горела неугасимая потребность постоянного научного обновления и обогащения. И этот дар „живой педагогии“, эта способность и потребность самому неуклонно идти вперёд, обновляться душой и освежённой новыми научными впечатлениями и интересами душой делиться со своей аудиторией заражала его слушателей, развивала их научную пытливость и любознательность: вместо „урока“ развёртывалась одушевлённая беседа, которая самой своей формой давала прекрасный методический образец для будущих педагогов» — Сидоров Н. П. А. Баранов // Отчёт о деятельности Общества взаимной помощи при Московском учительском институте за 1915 год.  М., 1915. С.19-20
.